# Jakobstads massa- och pappersbruk

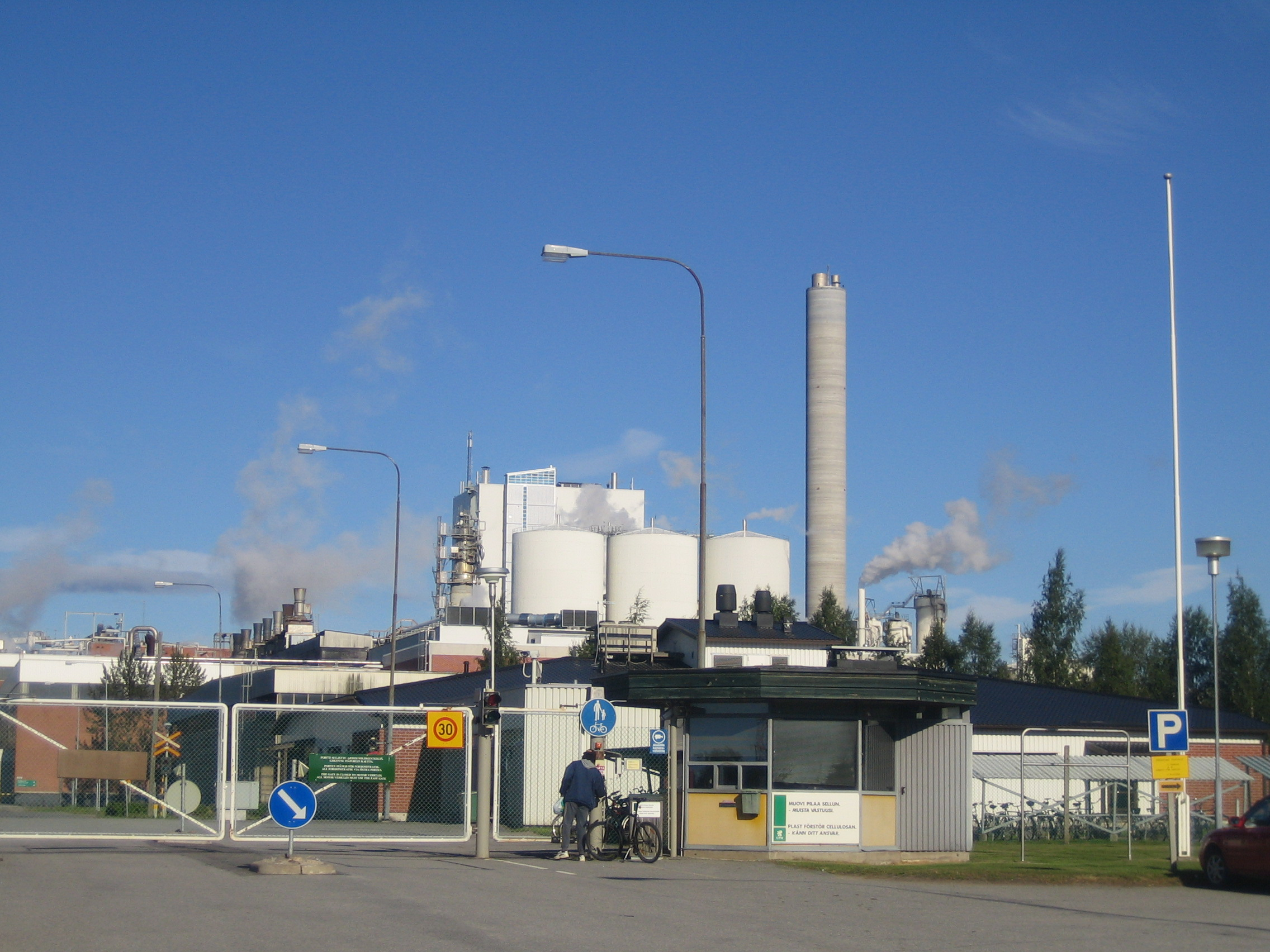
Jakobstads massa- och pappersbruk

Jakobstads massa- och pappersbruk är en finländsk produktionsanläggning för massa och papper i Alholmen i Jakobstad, som ägs till del av UPM Kymmene Oy och till del av respektive Billerud Korsnäs AB, Walki Oy och Ab Alholmens Kraft Oy. Hela anläggningen med massafabrik, pappersbruk, pappersförädlingsanläggning och kraftverk sysselsätter ungefär 800 personer.

## Historik
Wilhelm Schauman byggde 1934 en sulfitmassafabrik i Alholmen i Jakobstad, som invigdes 1935 under namnet Ab Jacobstads Cellulosa–Pietarsaaren Selluloosa Oy. Detta bolag förvärvades 1960 av Oy Wilh. Schauman Ab.
Under 1950- och 1960-talen utvidgades produktionen med tillverkning av träfiberskivor och spånskivor och grundades Wisapak-fabriken i Jakobstad med sulfitmassa- pappers- och påstillverkning. I början av 1970-talet var Schauman Finlands största producent av avsalumassa, och bruket i Jakobstad var Finlands största.
Schauman köptes av Kymmene Oy 1988, som i sin tur gick upp i UPM Kymmene Oy 1996.
År 2012 sålde UPM Kymmene pappersproduktionen i Jakobstadsfabriken till Billerud AB (tillsammans med pappersproduktionen i Tervasaari bruk i Valkeakoski).

## Massabruk
Massabruket har ungefär 205 anställda i cellulosaproduktionen, vartill kommer omkring 135 anställda av UPM Kymmene för gemensamma funktioner i hela anläggningen. Massabruket har, efter en utbyggnad 2006, en årskapacitet på 800.000 ton blekt och oblekt massa. Det levererar bland annat massa och ånga till Billerud Korsnäs pappersbruk. Bruket tillverkar också tallolja.

## Pappersbruket
Pappersbruket tillverkar 200.000 ton kraftliner och säckpapper per år i en pappersmaskin och har ungefär 115 anställda. Det drivs av Billerud Finland Oy, som är ett helägt dotterbolag till Billerud Korsnäs.

## Kartongfabrik
Den tidigare massa- och pappersanläggningen hade också en kartongfabrik, som sedermera köptes av Walki Oy och har en kapacitet på 100.000 årston av bland annat omslagspapper.

## Sågverk
Till anläggningen i Jakobstad hör också sågverket i Alhomen, som drivs av UPM Kymmene och har en årlig kapacitet på 250.000 kubikmeter sågat virke.

## Kraftverk
Oy Alholmens Kraft Ab producerar elektricitet, processånga och fjärrvärme huvudsakligen av träråvara och torv, med stenkol som reservbränsle.